# Margit Bege

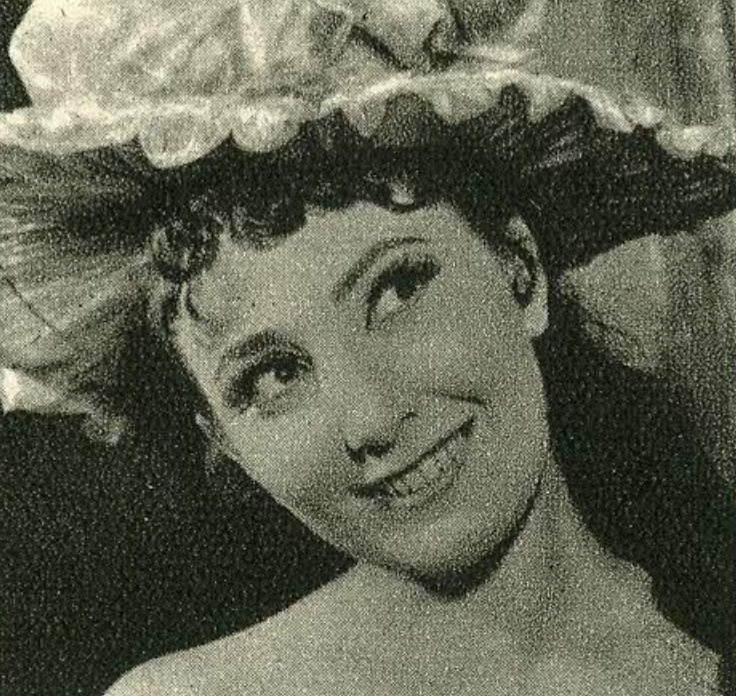
Porträtfoto von Bege Margit

Margit Bege (* 6. März 1926 in Galócás; † 5. September 1967 in Budapest) war eine ungarische Schauspielerin.

## Leben
Bege absolvierte eine Ausbildung an der Schauspielschule des Nationaltheaters in Kolozsvár. Sie begann ihre Laufbahn 1952 am Állami Faluszínház, einem Theater mit Sitz in Budapest, dessen Ensemble Aufführungen auf dem Land spielte, in Orten, die abseits der großen städtischen Bühnen lagen. 1960 wechselte sie an das Nationaltheater in Szeged, 1962 an das József-Katona-Theater in Kecskemét und wurde 1966 Mitglied des Petőfi-Theaters in Veszprém. Ihre größten Erfolge hatte sie als Darstellerin in klassischen Dramen.
Ihr Grab befindet sich auf dem Farkasréti temető, einem Friedhof im Stadtteil Farkasrét im XII. Budapester Bezirk.

## Bühnenrollen (Auswahl)
- Eva (Imre Madách: Die Tragödie des Menschen)
- Julia (William Shakespeare: Romeo und Julia)
- Katharina (William Shakespeare: Der Widerspenstigen Zähmung)
- Klári (Imre Sarkadi: Ház a város mellett)
- Kommissarin (Wsewolod Witaljewitsch Wischnewski: Optimistische Tragödie)
- Luise Miller (Friedrich Schiller: Kabale und Liebe)
- Richterin Ilona Gedő (György Sós: Köznapi legenda)
- Stella (Tennessee Williams: Endstation Sehnsucht)
- Tünde (Mihály Vörösmarty: Csongor és Tünde)